# 306
306 (CCCVI) je bilo navadno leto, ki se je po julijanskem koledarju začelo na torek.

## Dogodki
- 1. januar

## Smrti
- 25. julij, Konstancij Klor, rimski cesar, (* 250)